# روبين هوسير
روبين هوسير (24 يناير 1998 في سويسرا - ) هو لاعب كرة قدم سويسري في مركز الوسط. شارك مع منتخب سويسرا تحت 16 سنة لكرة القدم ‏ ومنتخب سويسرا تحت 17 سنة لكرة القدم ومنتخب سويسرا تحت 18 سنة لكرة القدم ومنتخب سويسرا تحت 19 سنة لكرة القدم. أما مع النوادي، فقد لعب مع نادي بازل.

## وصلات خارجية
- روبين هوسير على موقع الاتحاد الأوربي (الإنجليزية)
- روبين هوسير على موقع قاعدة بيانات كرة القدم.إي يو (الإنجليزية)
- روبين هوسير على موقع Soccerway.com (الإنجليزية)
- روبين هوسير على موقع عالم كرة القدم.نت (الإنجليزية)